# Український левкой
Украї́нський левко́й — селекційна порода кішок, в основу якої закладені дві природні мутації: безшерстості та висловухості: Hrbd і Fd. Це гола висловуха кішка середнього розміру з довгим гнучким м'язистим тілом прямокутної форми, м'яка та гаряча на дотик, зі складчастою шкірою. Характерною рисою українських левкоїв є довга, пласка (dogface appearance), кутаста з великими та не дуже відкритими мигдалеподібними очима голова. Кішки цієї породи мають виразний статевий диморфізм. Левкої енергійні, контактні й товариські.
RUI Breed standard: UKRAINIAN LEVKOY (Provisional)

## Історія
Робота зі створення породи була розпочата у 2000 році. Ескізи зовнішнього вигляду кішки, визначення породи й вибір генотипів, що відображають фенотип, виконала фелінолог Бірюкова Олена Всеволодівна (розплідник "Ladacats", м. Київ, Україна, ICFA RUI Rolandus Union International). Перший зареєстрований Племінною комісією ICFA RUI кіт породи український левкой із кличкою Levkoy Primero народився 21 січня 2004 року. У 2008 році у різних фелінологічних організаціях України та Росії зареєстровано понад 200 особин кішок цієї породи. Багато з них — українські левкої у четвертому поколінні. Декілька десятків кішок уже живуть за межами колишнього СРСР.

## Генетика
Для закладки першої кровної лінії кішок породи український левкой були використані скотіш фолд (капловуха) (домінантний природний ген мутації висловухості Fd, відповідальний за загин вух) і донський сфінкс (голий) (домінантний природний ген мутації безшерстості Hrbd, відповідальний за безшерстість).

## Походження назви
Левкой: вушка кішки нагадують загнуті листочки цієї рослини. Майже голий собака із подібними вушками називається левреткою. А голий перуанський собака має назву перуанська орхідея. Українським левкой названий за традицією давати породам різних тварин найменування географічних місць їхнього виникнення.

## Зовнішній вигляд
Голова
Середньої довжини модифікований клин. При погляді на голову кішки зверху — це п'ятикутник із м'якими обрисами, більше довгастий, ніж широкий. 2/3 - черепна частина голови й 1/3 — мордочка. Лоб слабко випуклий. Помітно високі та широкі вилиці, а також над очні виступи створюють додаткові "кути". Профіль ступеневий, оскільки лінії верхніх площин носа і голови майже паралельні, а між ними — помітний підйом. Ніс — середньої довжини з легким переходом до лоба на рівні очних ямок, неширокий. Мордочка не гостра, м'яко заокруглена. Підборіддя сильне, але не грубе. Шия має закруглені форми, мускулиста, трішки вигнута, прямого поставу.
Вуха
Доволі великі, широко поставлені, стоячі, із закруглено загнутими кінчиками вух вперед-вниз на 1/2 чи на 1/3 частину вуха.
Очі
Великі, мигдалеподібної форми, трішки косо поставлені, нешироко розплющені, ясні. Колір може бути будь-який — не залежно від забарвлення.
Тіло
Від середнього до довгого. Міцне, але не масивне. Грудна частина неширока, овальна. Лінія спини трішки вигнута. Хребет гнучкий. Кінцівки доволі довгі, міцні. Лапки овальні, з довгими рухливими пальцями із перетинками.
Хвіст
Середньої довжини. Завужений до кінчика. Гнучкий. У хороших пропорціях відносно тіла.
Шкіра і шерсть
Шкіра — у надлишку, але цупка і пружна. Утворює складочки на голові та між вушками, над і під очима, на шиї, під пахвами й в паху.
Виставкові кішки першого етапу розведення можуть бути як повністю безшерстими, так і з залишковим волосяним покривом на мордочці, за вушками, на кінцівках, хвості та рівномірно повністю "одягнені" у коротеньку (1-3 мм) велюрову шерсть по всьому тілу.
Колір
Колір може бути будь-який, подарований матінкою природою.
Новонароджені кошенята обов'язково повинні мати завиті вуса, а також брови, що при дорослішанні можуть зникати чи обламуватися до коротеньких.

## Догляд
Українські левкої не потребують особливого догляду. Важливо стежити, щоб в будинку, де живе ця кішка, не було протягів. Її слід оберігати від прямих сонячних променів, особливо у спеку. Перш ніж впустити кішку у помешкання, варто придбати на прохолодну погоду комбінезон і шлейки. У породи хороша терморегуляція і в будинку вона буде відчувати себе нормально в будь-яку пору року. Взимку потребуватиме щільної й зігрівальної підстилки.
Купають левкоїв не часто, за бажанням. Якщо вихованець любить це заняття, то можна влаштовувати водні процедури раз на місяць.
Лапи тварині миють кожен раз після вулиці. Періодично чистять вуха і промивають очі. Для здорової терморегуляції левкоям необхідно гарне харчування.
Не варто дозволяти кішці залазити на шафу або інші високі поверхні в будинку. Левкой може пошкодити свої довгі кінцівки. Важливо піклуватися про кігті тварини, підстригати їх раз на тиждень або купити для левкоя хорошу кігтеточку.

## Розведення
Для розведення можуть бути також потрібні особи варіації браш — жорсткіша звита шерсть, що зберігається по всьому тілу із можливими ділянками облисіння на голові, шиї, спині, а також кішки з шерстю на кшталт м'якої звитої синтетики. Допустиме схрещення з породами Don Sphyx, Scottish Fold, Peterbold Sphyx, Household cats, що за фенотипом відповідають морфологічному типу українського левкоя.

## Виноски
1. ↑  Архівована копія. Архів оригіналу за 12 травня 2008. Процитовано 12 травня 2008.{{cite web}}:  Обслуговування CS1: Сторінки з текстом «archived copy» як значення параметру title (посилання)
2. ↑  Архівована копія. Архів оригіналу за 21 жовтня 2013. Процитовано 20 липня 2014.{{cite web}}:  Обслуговування CS1: Сторінки з текстом «archived copy» як значення параметру title (посилання)